# Eschabruck
Eschabruck ist ein Dorf im Waldviertel in Niederösterreich und eine Ortschaft und Katastralgemeinde der Stadtgemeinde Zwettl-Niederösterreich im Bezirk Zwettl.

## Geografie
Eschabruck liegt in einer Entfernung von etwa acht Kilometern Luftlinie südöstlich des Stadtzentrums von Zwettl. Zum 1. Jänner 2024 hatte der Ort 114 Einwohner auf einer Fläche von 5,47 km².
Eschabruck ist durch den Postbus im Ortsgebiet mit dem österreichischen Überlandbusnetz verbunden.
Das Gemeindegebiet grenzt im Norden an die Katastralgemeinde Friedersbach, im Westen an Wolfsberg, südwestlich an Niederwaltenreith (Gemeinde Waldhausen), südlich an Niedernondorf (Gemeinde Waldhausen) und Rohrenreith (Gemeinde Großgöttfritz) und im Westen an Kleinschönau.

## Geschichte
Eschabruck wurde 1295 als Essenprukke zum ersten Mal urkundlich erwähnt. Der Name bedeutet so viel wie: „bei der Brücke, die aus Eschenholz gezimmert ist“ oder „Brücke über die Escha/den Eschenbach“ (Eschagrabenbach heißt der Bach des Orts).
1968 vereinigten sich die Orte Friedersbach, Eschabruck und Kleinschönau zur Gemeinde Friedersbach, welche sich 1970 freiwillig der Stadtgemeinde Zwettl anschloss.
Laut Adressbuch von Österreich waren im Jahr 1938 in der Ortsgemeinde Eschabruck ein Gemischtwarenhändler, ein Landesproduktehändler, ein Schmied, ein Schuster, ein Wagner und mehrere Landwirte ansässig.

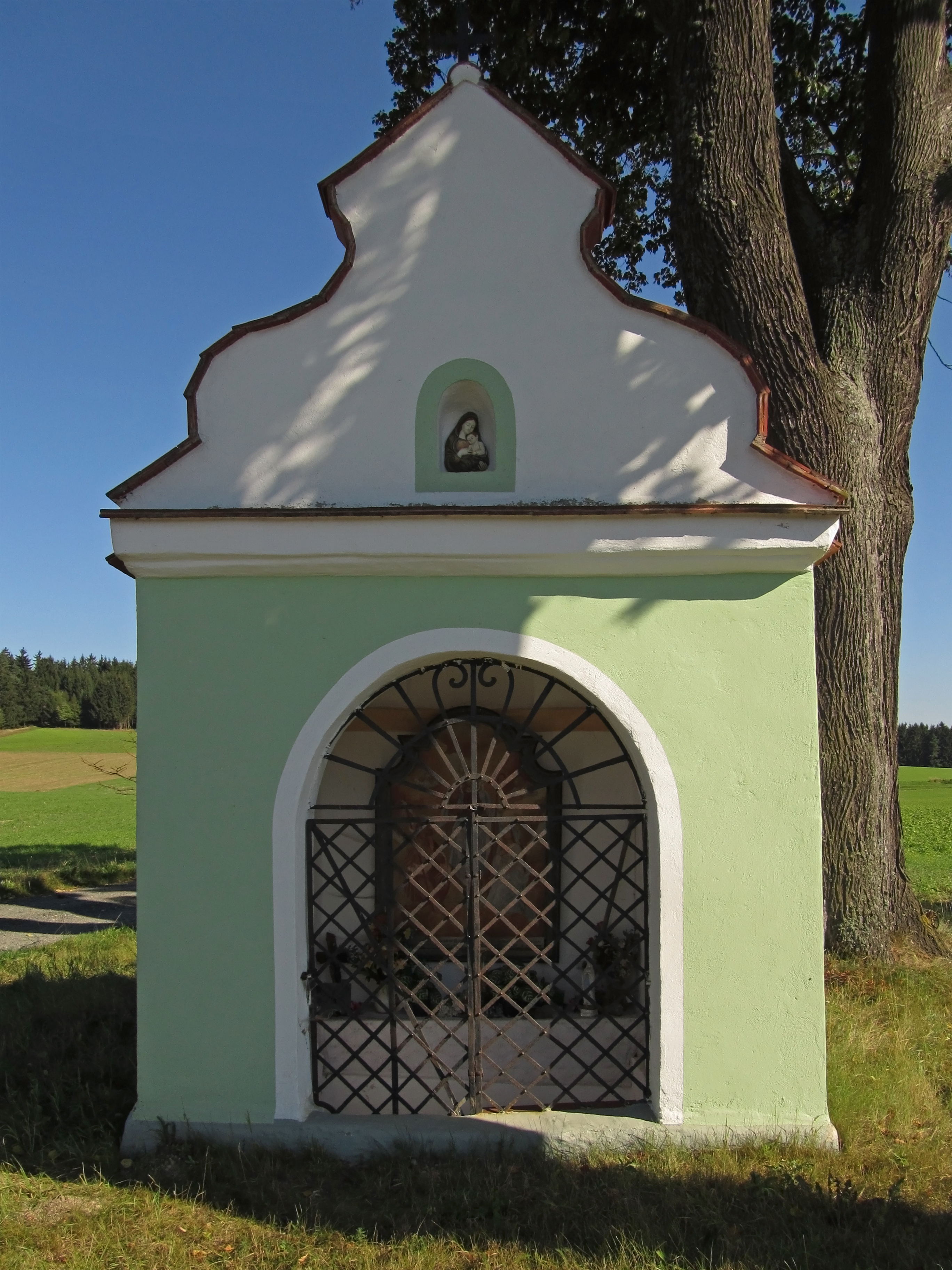
Flur-/Wegkapelle,

## Politik
Der Ortsvorsteher von Eschabruck ist auch für Oberwaltenreith zuständig.
Seit 1. Juni 2010 ist das Andreas Lintner, davor war Josef Dirnberger seit 1995 im Amt gewesen.